# Фентон (Ајова)
Фентон (енгл. Fenton) град је у америчкој савезној држави Ајова. По попису становништва из 2010. у њему је живело 279 становника.

## Демографија
Према попису становништва из 2010. у граду је живело 279 становника, што је -38 (-12.0%) становника више него 2000. године.
| Група             | 2000.       | 2010.       |
| Белци             | 311 (98,1%) | 275 (98,6%) |
| Афроамериканци    | 0 (0,0%)    | 2 (0,7%)    |
| Азијати           | 0 (0,0%)    | 1 (0,4%)    |
| Хиспаноамериканци | 0 (0,0%)    | 1 (0,4%)    |
| Укупно            | 317         | 279         |